# Lophanthus depauperatus
Lophanthus depauperatus là một loài thực vật có hoa trong họ Hoa môi. Loài này được (Benth.) Levin mô tả khoa học đầu tiên năm 1941.